# Välvd praktbagge
Välvd praktbagge (Anthaxia godeti) är en skalbaggsart som beskrevs av Hippolyte Louis Gory 1841. Välvd praktbagge ingår i släktet Anthaxia, och familjen praktbaggar. Enligt den finländska rödlistan är arten nära hotad i Finland. Arten är reproducerande i Sverige. Artens livsmiljö är moskogar.

## Bildgalleri

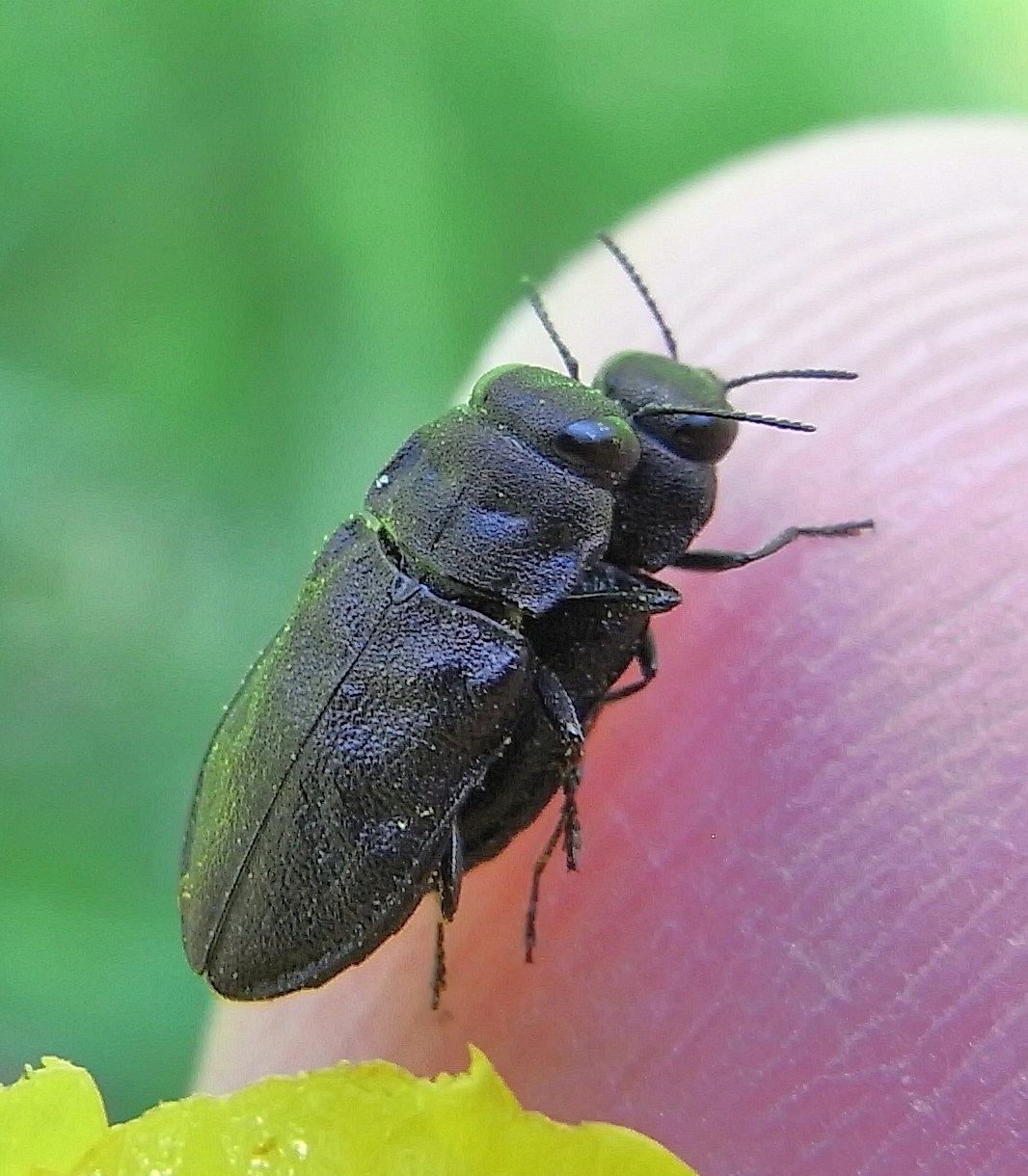
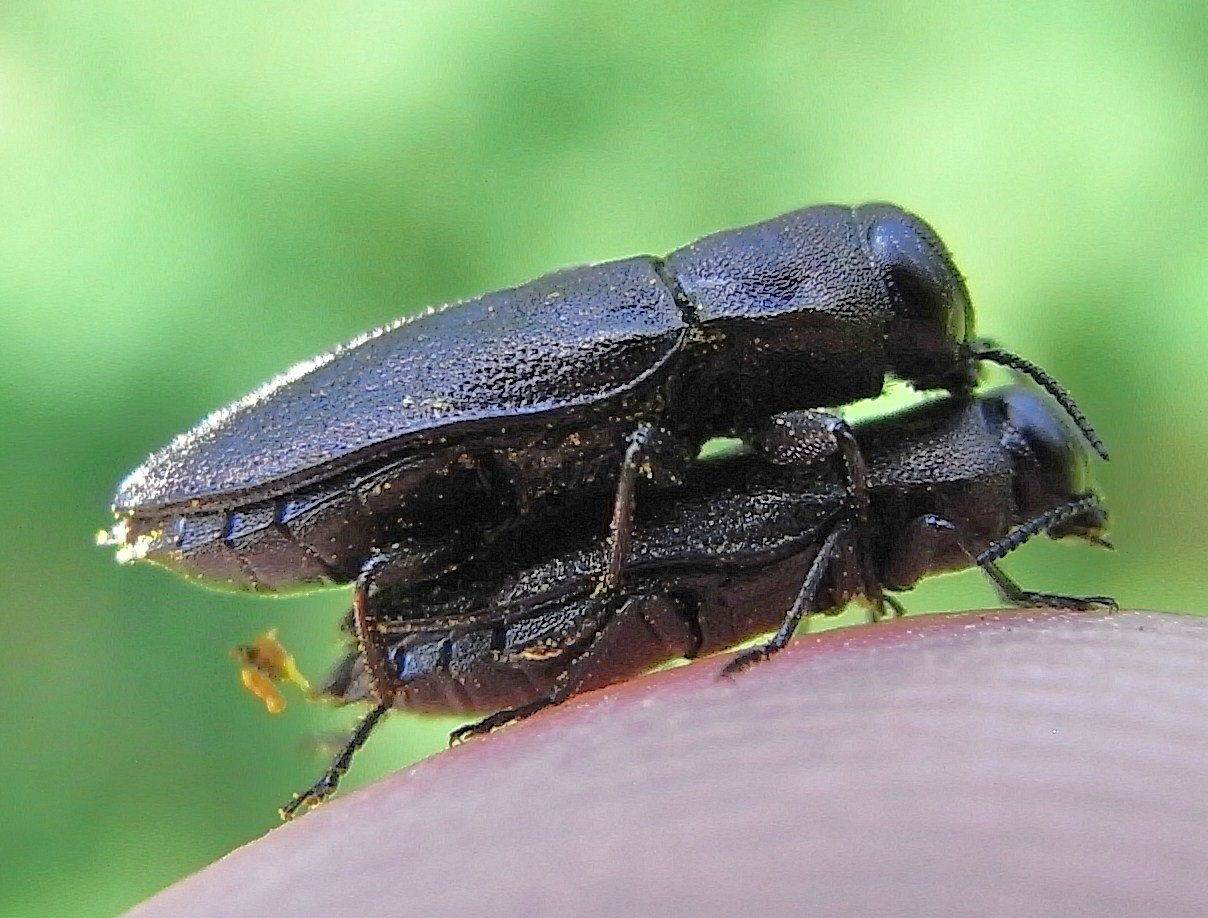